# Aall
Aall var en ansedd norsk familj, som ursprungligen lär härstamma från Jylland. Dess förste norske medlem kom vid 12 års ålder omkring 1714 från London till Norge, slog sig ned som köpman i Porsgrunn och dog 1784. Hans ättlingar var:
- Niels Aall (1769-1854), statsman
- Jørgen Aall (1771-1833), affärsman
- Jacob Aall (1773-1844), statsman
  - Hans Jørgen Christian Aall (1806-1840), son till Jakob Aall, amtman
- Anathon Aall (1867-1943), norsk filosof
- Hans Jakob Aall (1869-1946), norsk biblioteksman
- Herman Harris Aall (1871-1958), norsk jurist och sociolog